# Allège postale

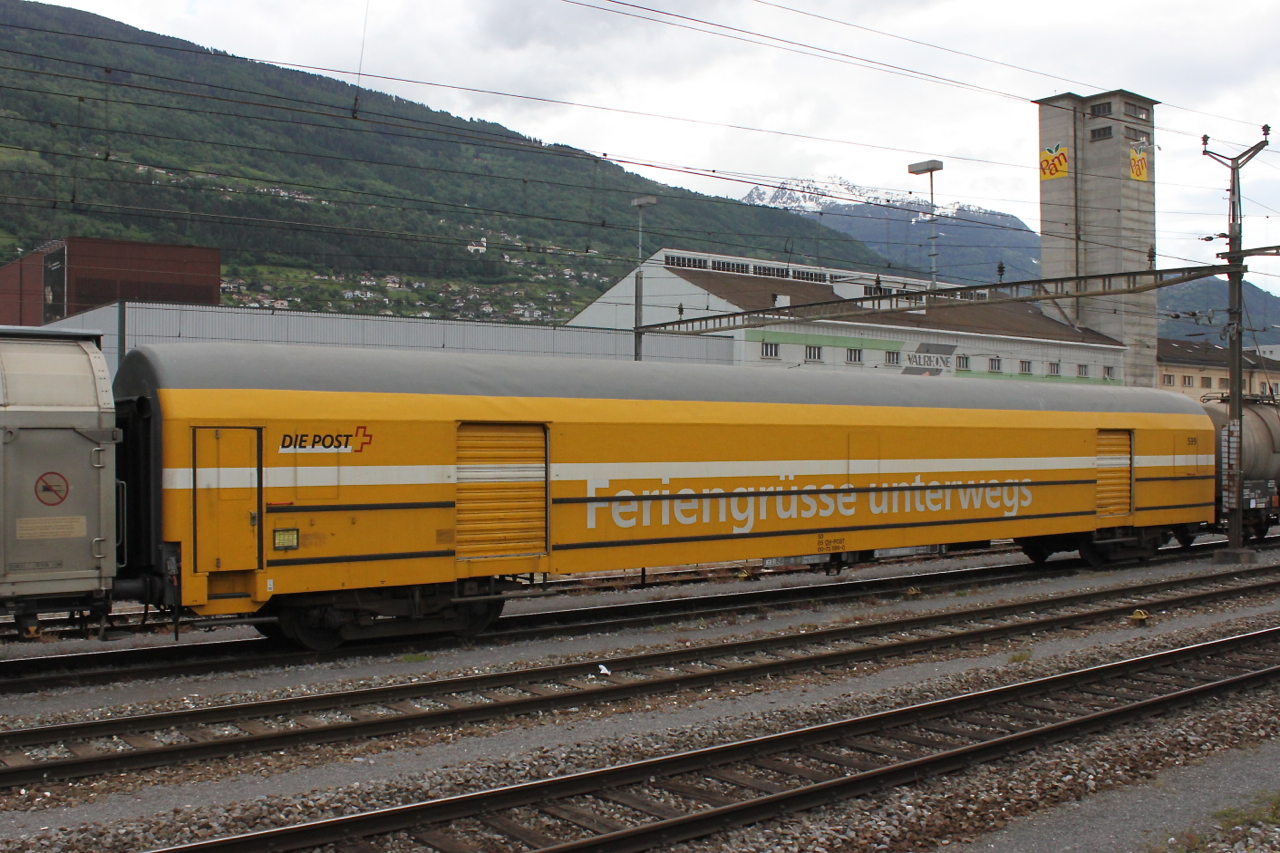
Ancien bureau postal ambulant français UIC de 1973 transformé en allège postale à Sion.

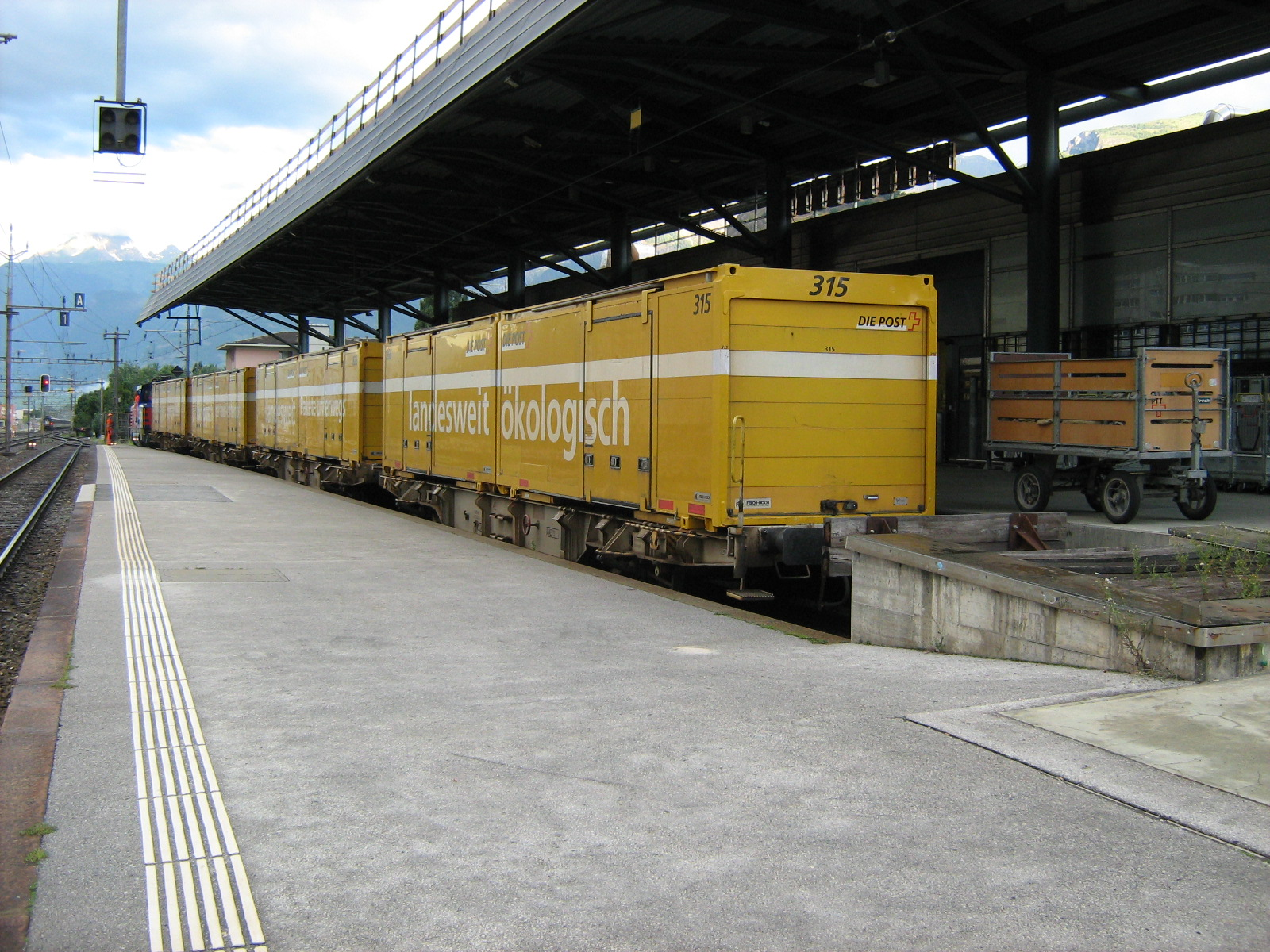
Allège postale moderne suisse, essieu de wagon porte-conteneur à rollbox (RX), transportables par grue. Sur la droite, une tapissière et derrière, des rangées de rollbox (RX)

Une allège postale ou un poste entrepôt (sigle PE) est un type de wagon-poste uniquement destiné à transporter les dépêches, sans travail effectué durant le trajet, contrairement au bureau ambulant, l'autre type de wagon-poste, à bord duquel s’effectue le tri du courrier.

## Histoire
La première allège française construite spécialement pour le transport date de 1885. C’est un wagon-poste à trois essieux commandé par le PLM (ligne Paris-Lyon-Méditerranée). Si les premières allèges ne comprenaient guère d’installations intérieures, les sacs de courrier étant simplement entassés, les plus récentes ont en revanche été équipées de conteneur.
Si les allèges ont disparu du paysage postal et ferroviaire français, à cause de la concurrence de l’aviation et de la poste aérienne, leur descendance a continué à fonctionner jusqu’en 2015 sous la forme du TGV postal.
À noter enfin que suivant les époques, des wagons mixtes, mi-ambulants mi-allèges, ont également existé par transformation des wagons-poste d’origine.